# Малко-Село
Ма́лко-Се́ло (болг. Малко село) — село в Сливенській області Болгарії. Входить до складу общини Котел.

## Населення
За даними перепису населення 2011 року у селі проживали 596 осіб.
Національний склад населення села:
| Національність   | Кількість осіб | Відсоток |
| ---------------- | -------------- | -------- |
| турки            | 514            | 98,3 %   |
| болгари          | 6              | 1,1 %    |
| цигани           | 3              | 0,6 %    |
| інша             | 0              | 0 %      |
| не визначились   | 0              | 0 %      |
| Всього відповіли | 523            |          |

Розподіл населення за віком у 2011 році:
Динаміка населення: